# Hanno Koffler

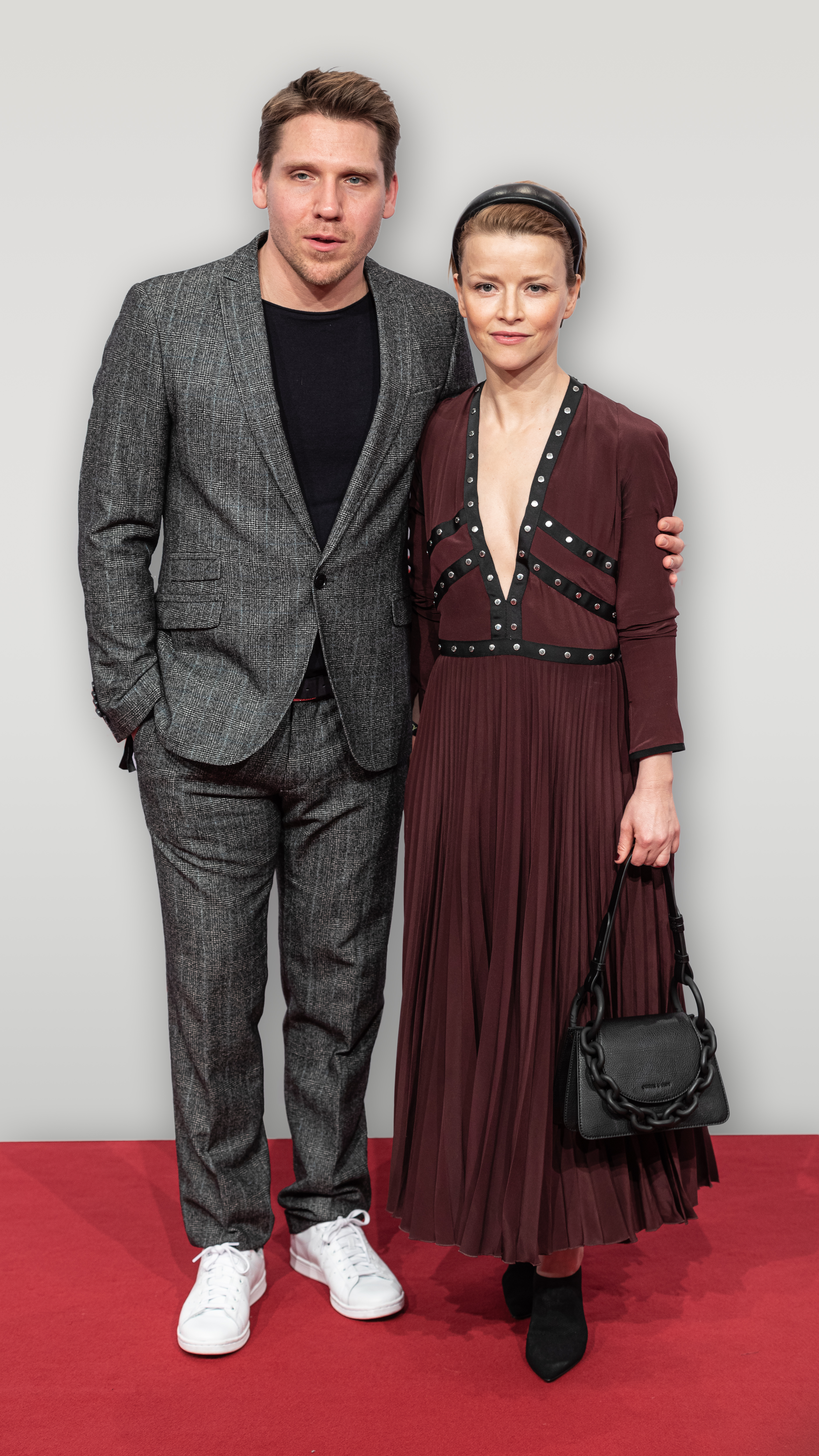
Hanno Koffler mit Karoline Schuch 2020

Hanno Koffler (* 25. März 1980 in West-Berlin) ist ein deutscher Schauspieler und Musiker.

## Leben
Koffler wurde in Berlin geboren. Im Jahr 1994 gründete er zusammen mit seinem Bruder Max Koffler die Band Kerosin, in der er Schlagzeug spielte. Seine erste Filmrolle erhielt er in dem Kurzfilm Mein lieber Herr Gesangsverein. Danach spielte er neben Lisa Maria Potthoff in Marco Kreuzpaintners REC.
Kurz danach gab Koffler sein Kinodebüt in Anatomie 2. Darin stellt er den an einer Muskeldystrophie leidenden Willi dar. Es folgten weitere Kinofilme unter der Regie von Marco Kreuzpaintner: Ganz und gar und Sommersturm. In letzterem spielte er den selbstbewussten, emanzipierten schwulen Malte.
Er nahm ein Studium am Wiener Max-Reinhardt-Seminar auf, das er 2007 abschloss. Während seines Schauspielstudiums übernahm er Rollen in Shakespeares Hamlet unter der Regie von Klaus Maria Brandauer am Wiener Burgtheater, in Ein Sommernachtstraum, ebenfalls in der Regie von Brandauer in Altaussee, in Martin Walsers Überlebensgroß Herr Krott in München und in Elfriede Jelineks Bambiland, das 2007 mit dem Vontobel-Preis für die beste Ensembleleistung beim 18. Bundeswettbewerb deutschsprachiger Schauspielschulen in Salzburg und mit dem 2. Preis beim 4th International Theatre Schools Festival in Warschau ausgezeichnet wurde.
2008 meldete Koffler sich mit drei Filmen zurück: Er spielte die Hauptrolle in dem Film Nacht vor Augen von Brigitte Bertele, der als offizieller Beitrag im internationalen Forum auf der 58. Berlinale zu sehen war. Danach war er in den Kinofilmen Der Rote Baron und Krabat zu sehen. 2013 war er in Stephan Lacants Kinofilm Freier Fall als junger heterosexueller Polizist Marc Borgmann, der gerade als er Familienvater wird, homosexuelle Gefühle für seinen Kollegen Kay Engel, gespielt von Max Riemelt, entwickelt. 2014 verkörperte er in dem Fernsehfilm Besondere Schwere der Schuld an der Seite von Götz George den Kommissar Tom Barner. In Engel unter Wasser war er 2015 ebenfalls in einer Rolle eines Kommissars als Mark Lubosch zu sehen. Für seine Rolle als Andreas Marquardt in Rosa von Praunheims Film Härte (2015) wurde Koffler als bester männlicher Hauptdarsteller für den Deutschen Filmpreis nominiert. 2016 spielte er in Die Dasslers – Pioniere, Brüder und Rivalen den Puma-Gründer Rudolf Dassler. Im Zweiteiler Tod im Internat war er 2017 an der Seite von Nadja Uhl als Kommissar Julian Sellinger zu sehen. 2020 spielte er neben Karoline Schuch in dem dreiteiligen Fernsehkrimi Das Geheimnis des Totenwaldes.
Hanno Koffler spielt auch weiterhin Theaterrollen. 2010 spielte er mit Erni Mangold in dem Zwei-Personen-Stück Tanzcafé Treblinka von Werner Kofler im Theater Nestroyhof Hamakom in Wien. In der Spielzeit 2010/11 war er Mitglied im Ensemble des Staatstheaters Braunschweig und trat unter anderem in Lessings Miss Sara Sampson, dem selbstinszenierten Stück Mars und als Ficsur in Ferenc Molnárs Liliom auf.
Koffler ist mit der Regisseurin Mia Maariel Meyer verheiratet. Das Paar hat eine gemeinsame Tochter und lebt in Berlin.
Mit der Schauspielerin Theresa Langer hat er eine Tochter, die in den USA lebt.

## Filmografie (Auswahl)

### Kino
- 2001: Mein lieber Herr Gesangsverein (Kurzfilm)
- 2002: REC – Kassettenjungs/Kassettenmädchen
- 2003: Ganz und gar
- 2003: Anatomie 2
- 2004: Sommersturm
- 2005: Hallesche Kometen
- 2006: Rabenbrüder
- 2008: Der Rote Baron
- 2008: Krabat
- 2009: Unter Strom
- 2011: Wer wenn nicht wir
- 2013: Freier Fall
- 2014: Coming In
- 2015: Härte
- 2015: Meister des Todes
- 2015: Treppe aufwärts
- 2018: Idioten der Familie
- 2018: Werk ohne Autor
- 2018: Wach
- 2021: Die Saat (auch Drehbuch)
- 2022: Alle für Ella

### Fernsehen
- 2002: Die Dickköpfe
- 2004: Einsatz in Hamburg – Bei Liebe Mord (Fernsehreihe)
- 2005: Charlotte und ihre Männer
- 2005: Tatort: Dunkle Wege (Fernsehreihe)
- 2008: Nacht vor Augen
- 2009: Jenseits der Mauer
- 2009: Tatort: Im Sog des Bösen
- 2010: Countdown – Die Jagd beginnt (Fernsehserie, Folge Sniper)
- 2010: Keiner geht verloren
- 2012: Küstenwache (Fernsehserie, Folge Zerstörte Träume)
- 2012: Die Draufgänger (Fernsehserie, Folge Uneasy Rider)
- 2012: Auslandseinsatz
- 2013: Lotta & die frohe Zukunft (Fernsehreihe)
- 2014: Marie Brand und das Mädchen im Ring (Fernsehreihe)
- 2014: Besondere Schwere der Schuld
- 2014: Tatort: Zirkuskind
- 2015: Engel unter Wasser
- 2016: Die Dasslers – Pioniere, Brüder und Rivalen (Fernsehzweiteiler)
- 2017: Toter Winkel
- 2017: Tod im Internat (Fernsehzweiteiler)
- 2018: Tatort: Bausünden
- 2018: Beat (Fernsehserie, 7 Folgen)
- 2018–2019: Der Pass (Fernsehserie, 8 Folgen)
- 2019: Zielfahnder – Blutiger Tango (Fernsehreihe)
- 2020–2022: Babylon Berlin (Fernsehserie, 17 Folgen)
- 2020: Das Geheimnis des Totenwaldes (Dreiteiler)
- 2021: Plötzlich so still (Fernsehfilm)
- 2021: Prey (Netflix-Film)
- 2023: Das bleibt unter uns
- 2023: Transatlantic (Fernsehserie)
- 2024: Tatort: Was bleibt
- 2024: Sexuell verfügbar (Fernsehserie)
- 2024: Tiefwassertaucher unterm Dach (Fernsehfilm)
- 2025: Polizeiruf 110: Spiel gegen den Ball

## Hörspiele
- 2014: Friedemann Schulz: Dancing Queen, Regie: Thomas Wolfertz (Radio-Tatort, HR)
- 2015: Friedemann Schulz: Rote Wasser, Regie: Thomas Wolfertz (Radio-Tatort, HR)
- 2023: Patricia Highsmith: Die gläserne Zelle, Regie: Felix Lehmann (NDR/SRF)
- 2024: Lars Henriks und Moritz Haase: Dämonenjäger Ewald Heine – Grusel-Hörspiel-Serie mit 10 Folgen, Regie: Thomas Leutzbach (WDR)[5]

## Hörbücher
- 2012: Tschick (Wolfgang Herrndorf), Argon Verlag, Berlin
- 2015: Nachruf auf den Mond (Nathan Filer), Argon Verlag, Berlin
- 2016: Crenshaw – Einmal schwarzer Kater (Katherine Applegate), Sauerländer audio, Berlin (hr2-Hörbuchbestenliste)
- 2020: Der Übergangsmanager (Karen Elste), Audible Originals, Berlin
- 2021: Die ganze Wahrheit (wie Mason Buttle sie erzählt) (Leslie Connor), Sauerländer audio, Berlin (Nominierung zum Deutschen Hörbuchpreis 2022)
- 2024: Echt jetzt? – Felix und das wahre Leben (Klaus-Peter Wolf), Argon Verlag, Berlin
- 2024: Ganz ehrlich? – Felix und das wahre Leben (Klaus-Peter Wolf), Argon Verlag, Berlin

## Auszeichnungen
- 2008: Bester männlicher Darsteller für Hanno Koffler beim Filmfestival Durban, Südafrika, für Nacht vor Augen
- 2009: Vorauswahl zum Deutschen Filmpreis in der Kategorie Beste darstellerische Leistung – männliche Hauptrolle für Nacht vor Augen.[6]
- 2009: Franz Hofer-Preis/Filmhaus Award vom Filmhaus Saarbrücken für Nacht vor Augen
- 2013: Sonderpreis des Oberbürgermeisters des Günter Rohrbach Filmpreises für seine Rolle in Freier Fall gemeinsam mit Max Riemelt
- 2014: Nominierung für den Deutschen Filmpreis in der Kategorie Beste darstellerische Leistung – männliche Hauptrolle für Freier Fall
- 2015: Nominierung für den Deutschen Filmpreis in der Kategorie Beste darstellerische Leistung – männliche Hauptrolle für Härte

## Belege
1. ↑  Max Koffler: Der Seoul-Star aus Der Tagesspiegel vom 24. Oktober 2008
2. ↑  Hanno Koffler bei filmportal.de, abgerufen am 7. Dezember 2021
3. ↑  Härte. Deutscher Filmpreis, abgerufen am 6. März 2021.
4. ↑  "Babylon Berlin"-Star Hanno Koffler verlobte sich heimlich! 9. Oktober 2020, abgerufen am 7. Februar 2021.
5. ↑  Dämonenjäger Ewald Heine - Grusel-Hörspiel-Serie | WDR. Abgerufen am 7. August 2024.
6. ↑  Deutscher Filmpreis 2009: Vorauswahl (Memento vom 29. Juni 2016 im Internet Archive) PDF, 300 kB, abgerufen am 29. Juni 2016.

| Personendaten    | Personendaten                      |
| ---------------- | ---------------------------------- |
| NAME             | Koffler, Hanno                     |
| KURZBESCHREIBUNG | deutscher Schauspieler und Musiker |
| GEBURTSDATUM     | 25. März 1980                      |
| GEBURTSORT       | West-Berlin                        |